# Расинский округ
Расинский округ (серб. Расински управни округ) — округ в центральной части Сербии, относится к статистическому региону Шумадия и Западная Сербия.

## Административное деление
Территория округа поделена на 6 общин:
- Варварин
- Трстеник
- Чичевац
- Крушевац
- Александровац
- Брус

## Население
На территории округа проживает 232 552 сербов (96,1 %), 3265 цыган (1,3 %) и другие народы (2011).